# Vézelay (tổng)
Tổng Vézelay là một tổng của Tỉnh của Yonne.

## Phân chia hành chính
Tổng Vézelay réunit les xã de:
- Asnières-sous-Bois;
- Asquins;
- Blannay;
- Brosses;
- Chamoux;
- Châtel-Censoir;
- Domecy-sur-Cure;
- Foissy-lès-Vézelay;
- Fontenay-près-Vézelay;
- Givry;
- Lichères-sur-Yonne;
- Montillot;
- Pierre-Perthuis;
- Saint-Moré;
- Saint-Père;
- Tharoiseau;
- Vézelay;
- Voutenay-sur-Cure.

## Hành chính
| Ngày bầu | Tên | Qualité |
| -------- | --- | ------- |
|          |     |         |